# Al-Hasan ben Kannun

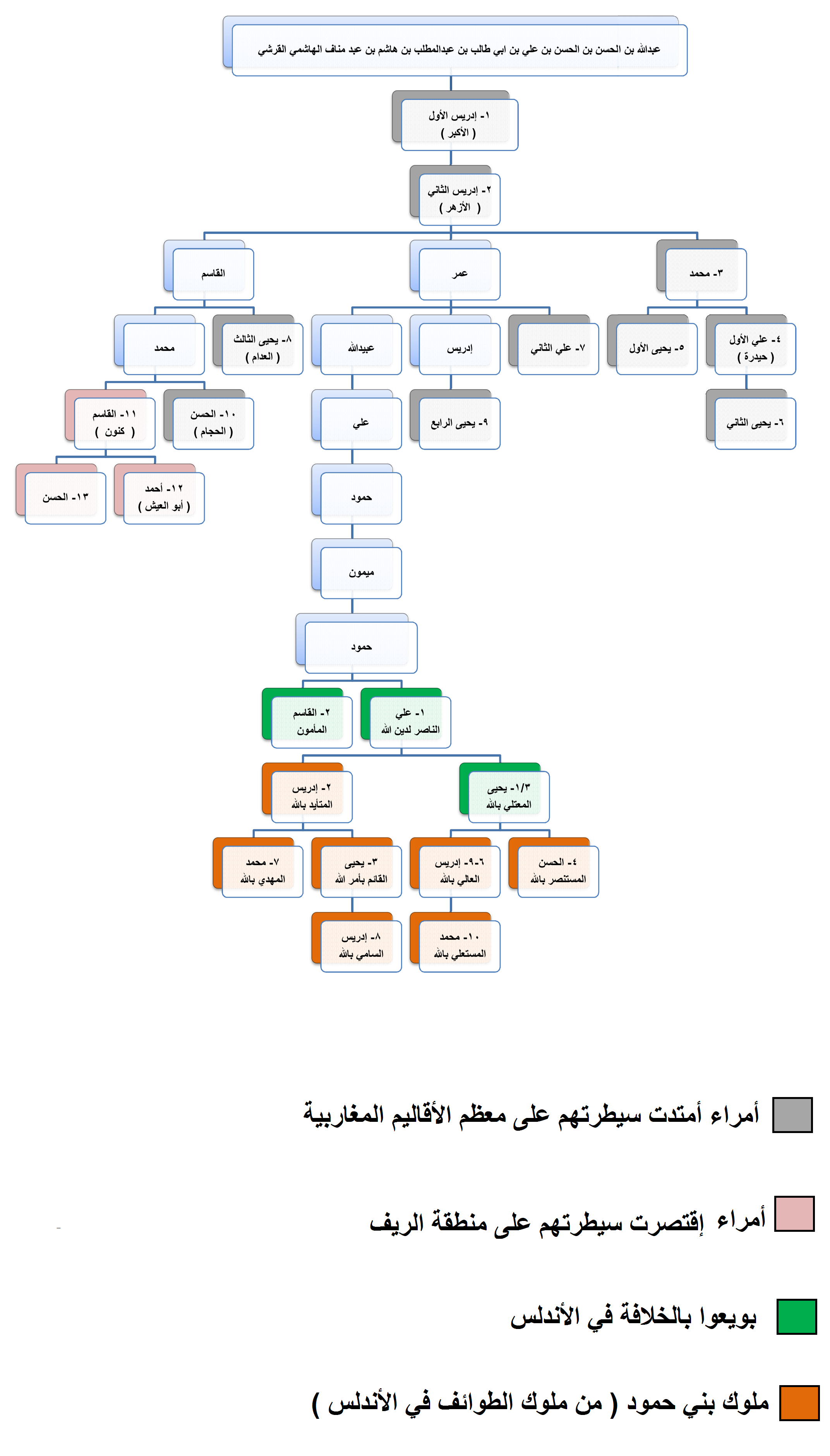
Príncipes, reyes y sucesores de la familia.

Al-Hassan ibn al-Qassim Gannun (en árabe: الحسن الثاني بن القاسم كنون‎) o Hasan II fue un emir idrisí del Magreb. Era hijo de al-Qásim Gannún ibn Muhámmad ibn al-Qásim y sucedió a su hermano Abu ul-Aysh Áhmad ibn al-Qásim Gannún, que abdicó a su favor en el 955. Solo dominaba Arcila y al-Basra. Acabó aceptando la soberanía de los califas omeyas cordobeses, leyendo la jutba en su nombre, pero solo tras una dura guerra de un año y nueve meses de duración que acabó con la expulsión de los idrisíes del Magreb occidental. Se le considera uno de los miembros más destacados de la dinastía.
En el 958, el general fatimí Yawhar al-Sikilli llegó al Magreb para combatir a los omeyas, los derrotó e impuso el reconocimiento del califa fatimí a todos los pequeños soberanos de la región. Hasan II fue uno de los que reconoció al califa fatimí (de hecho, parece que ya no leía la jutba en nombre del califa omeya desde el 952). 

## Lucha contra los omeyas cordobeses
Aprovechando la debilidad de los partidarios de los omeyas en el Magreb tras la victoriosa campaña del cliente fatimí Buluggin ben Ziri, ibn Gannún los atacó. En agosto del 972, el Gobierno de Córdoba envió una expedición a Marruecos para someter a los idrisíes dirigida por los general Muhammad ibn Qasim ibn Tumlus y el almirante Abd al-Rahman ibn Muhammad ibn Rumahis; estos ocuparon Tánger y, después de varias victorias, entraron en la capital idrisí, Arcila. Sin embargo, el emir Hassan II consiguió reunir más fuerzas bereberes y sorprendió al ejército cordobés en Mahran, donde logró derrotarlo infligiéndole abundantes bajas (unos mil quinientos de los mejores soldados andalusíes, entre ellos, el mismo general Ibn Tumlus murió en el combate). El grave revés, sin embargo, solo acentuó el deseo de Alhakén de vencer al idrisí. Este adoptó una estrategia de hostigamiento, emboscadas e incursiones ante las fuerzas superiores del califato. Valiente, audaz y cruel, Ibn Gannún participaba en persona en los combates y no desperdiciaba ocasión de acosar a las fuerzas enemigas. Córdoba envió entonces al general Gálib —el militar con mejor reputación del califato—, que en junio 973 desembarcó en el Magreb. En agosto, recibió refuerzos al mando del gobernador tuyibí de Zaragoza. Al mismo tiempo, se aplicó una táctica de debilitamiento del idrisí mediante la conversión de sus seguidores en clientes de los omeyas. Paralelamente, las superiores fuerzas omeyas fueron rindiendo las fortalezas idrisíes.
Hassan II huyó a una fortaleza cercana de Alcazarquivir llamada «La roca del águila» con sus hombres más leales a comienzos de septiembre del 973. Abandonado por la mayoría de sus partidarios y duramente asediado, acabó por capitular en marzo del 974. Junto con sus últimos seguidores y sus familiares, se le envió a Córdoba, como había pactado con Gálib antes de entregar la fortaleza. Los omeyas trajeron a los idrisíes a la península. Esto puso fin a una guerra larga, dura y difícil en la que el idrisí había logrado infligir grandes pérdidas a los omeyas. El Magreb occidental quedó bajo dominio de Córdoba hasta el 1012.

## Periodo cordobés
En la capital del califato omeya se le obligó a asistir a la fiesta de ruptura del ayuno, durante la que sufrió las puyas de los poetas de la corte. Más tarde, sin embargo, se integró a los idrisíes en los Quraysh residentes en la capital, aunque siempre bajo estricta vigilancia. Su expulsión del Magreb hizo que solo los famitíes contasen con el prestigio necesario para desafiar la autoridad omeya en la región.

## Egipto y de nuevo en el Magreb
Después de un tiempo de estar en Córdoba con sus parientes, donde fue muy bien tratado, se le expulsó finalmente (975-976) y se refugió en Egipto. Su expulsión fue una de las medidas que aplicó el chambelán Yaáfar al-Mushafi durante la enfermedad final de Alhakén II para asegurar la ascensión al trono califal de su hijo Hisham II. Los fatimíes le acogieron y le prometieron su apoyo para recuperar sus posesiones en el Magreb, a cambio de que se sometiese a la autoridad religiosa del califa fatimí.
En el 985, regresó al Magreb protegido por los fatimíes y ziríes y recuperó efímeramente el poder —proclamándose incluso califa— antes de caer derrotado a manos del general omeya enviado por Córdoba en agosto. El califa al-Aziz había favorecido su regreso desde Egipto al Magreb para librarse de los idrisíes y sus partidarios, que consideraba peligrosos. Muerto repentinamente Buluggin ben Ziri, que debía haber apoyado su regreso, la vuelta de Ben Gannún resultó un fracaso: no logró apenas apoyos, el hijo de Ben Ziri se desentendió de la restauración y se vio obligado a refugiarse en una fortaleza inexpugnable, al-Aqlam con sus escasos partidarios, donde acabó por rendirse a cambio de su seguridad.
A pesar de que el primo de Almanzor, que participó en las operaciones militares, le había otorgado un salvoconducto, el propio Almanzor ordenó que fuese decapitado mientras se le trasladaba cautivo a Córdoba (septiembre-octubre del 985) —más tarde, ordenó ejecutar a su primo—.
Una rama de los idrisíes reinó más tarde en Málaga. Más tarde un idrisí llegó a formar una dinastía en Sabya, al sur de la Tihama (Asir) y norte del Yemen.